# Сен-Жерменский договор (1919)
Сен-Жерменский мирный договор — мирный договор, подписанный в Сен-Жерменском дворце по итогам Первой мировой войны между странами Антанты и новообразованной республикой Австрия (как одной из правопреемников Австро-Венгрии, потерпевшей в войне поражение в составе «Четверного союза»).
Со стороны «союзных и объединившихся держав» договор подписали США, Британская империя, Франция, Италия, Япония, а также Бельгия, Греция, Китай, Королевство сербов, хорватов и словенцев (с 1929 — Югославия), Куба, Никарагуа, Панама, Польша, Португалия, Румыния, Сиам (Таиланд) и Чехословакия. Мирное соглашение являлось составной частью Версальской системы послевоенного урегулирования, как и Версальский договор, Трианонский договор, Нёйиский договор и Севрский договор. Подобно Версальскому и Трианонскому договорам, он не был ратифицирован Соединёнными Штатами, поскольку включал устав Лиги Наций, так что они подписали с Австрией отдельный мирный договор в ноябре 1921 года.

## История подписания
Хотя державы Антанты изначально не планировали расчленения Австро-Венгрии, но подъём национально-освободительных движений в разных частях империи Габсбургов, в том числе славянских (будущих чехословацких и югославских), сделали её коллапс свершившимся фактом. После битвы при Витторио-Венето австро-венгерская армия потерпела поражение в войне, ускорив процессы распада Австро-Венгрии. 30 октября австрийским канцлером стал социал-демократ Карл Реннер, а на следующий день в венгерской части империи победила революция астр: Михай Каройи объявил о прекращении унии.
Австро-Венгрия капитулировала ещё 27 октября 1918 года. Капитуляция и перемирие с Антантой, подписанные 3 ноября 1918 года на вилле Джусти, рядом с Падуей, стало последним государственным актом императора Карла I. 11 ноября 1918 года он сложил полномочия и 12 ноября Немецкая Австрия официально провозгласила себя республикой. В результате выборов в австрийское Учредительное собрание 16 февраля 1919 года Карл Реннер был переизбран канцлером.
Вследствие распада Австро-Венгрии мирное урегулирование с её двумя частями осуществлялось посредством подписания с ними отдельных договоров. Австрийская делегация во главе с канцлером Реннером прибыла в Сен-Жермен-ан-Ле близ Парижа 14 мая 1919 года, но не была допущена к переговорам французским премьер-министром Жоржем Клемансо. Хотя социал-демократическое руководство Австрии стремилось к присоединению «Немецкой Австрии» к Германии, союзники решительно воспрепятствовали этому.
Австрийцы были поставлены перед фактом согласованных статей мирного договора (без финансовых, репарационных и военных, а также положений, касавшихся Италии и югославских земель) лишь 2 июня. В ответ Реннер отправил ноту 10 июня, в которой Австрия пыталась дистанцироваться от своей роли угнетающей нации и ответственности за политику Австро-Венгерской империи. Далее заявлялось, что новая республика в границах, установленных проектом договора, будет экономически нежизнеспособна, а 4 миллиона германоязычных поданных распавшейся Австро-Венгрии попадут под иностранное господство. Впрочем, противоположная сторона по преимуществу проигнорировала эти жалобы (равно как и обширные австрийские замечания от 6 августа), пойдя на уступки только в экономических вопросах. Между самими союзниками существовали разногласия по ряду вопросов, в первую очередь вокруг итальянских притязаний, а также о распределении репараций и государственных долгов и между странами, возникшими на развалинах Австро-Венгрии, о размере вооружённых сил Австрии и соседних государств.
Полный текст договора союзники вручили австрийцам 20 июля. Австрийский парламент, поставленный перед ультиматумом Антанты, проголосовал за подписание договора 6 сентября. В итоге Соглашение с Австрией было подписано 10 сентября 1919 года в парижском предместье Сен-Жермен-ан-Ле, ратифицировано австрийским Учредительным собранием 17 октября 1919 года, вступило в силу 16 июля 1920 года.

## Условия договора
Сен-Жерменский договор подводил итог под распадом дуалистической монархии Габсбургов. Австрия признала отделение от неё Венгрии, Чехословакии, части польских территорий, также согласилась на территориальные уступки в пользу Румынии и Королевства сербов, хорватов и словенцев. Так как в составе Австро-Венгрии двум её частям принадлежали разные территории, то непосредственные территориальные потери Австрии по Сен-Жермену ограничивались Цислейтанией.
К возрождённой Польше была присоединена Западная (а вскоре и Восточная, бывшее Королевство Галиции и Лодомерии) Галиция. За Чехословакией, кроме непосредственно Чехии (Богемии) и Моравии, закреплялась входившая в венгерскую часть империи Габсбургов Закарпатская Украина (Подкарпатская Русь), которая в качестве автономной Руськой Краины в составе Венгерской советской республики была оккупирована чехословацкими и румынскими войсками. 23 апреля 1919 года на основании меморандума, который составили русинские деятели Григорий Жаткович и Антон Бескид, было подготовлено прошение о вхождении подкарпатских земель на правах автономии в состав Чехословацкой республики для президента Томаша Масарика. Тот, в свою очередь, направил своих представителей в Карпатскую Русь, которые по возвращении составили доклад о крайней отсталости территории, на основании чего было решено отказать Карпатской Руси во вхождении в состав Чехословакии. Тем не менее, союзники практически заставили Чехословакию на переговорах в Сен-Жермене принять Карпатскую Русь в свой состав, опасаясь, что иначе она станет частью Венгрии.
Трансильвания и часть Воеводины (Баната), входившие ранее в состав Австро-Венгрии, были переданы Румынии. Румынии была передана и Буковина. Австрия также теряла Южный Тироль и Истрию, отходившие к Италии. К тому же, Королевство сербов, хорватов и словенцев (КСХС, будущая Югославия) получило от Австрии Далмацию, части Западной Крайны, Каринтии и Штирии — ставшие Хорватией и Словенией. В состав того же КСХС вошла и аннексированная Австро-Венгрией в 1908 году Босния и Герцеговина. Часть Словенской Каринтии с городом Клагенфурт (Целовец), однако, осталась за Австрией по итогам плебисцита, проведённого союзниками 10 октября 1920 года.
Италия и КСХС продолжали территориальные споры, которые, в частности, касались порта Фиуме (Риека) на побережье Адриатики; он был захвачен итальянским поэтом и националистом Габриеле д’Аннунцио, провозгласившим там Республику Фиуме, которая была ликвидирована итальянскими военно-морскими силами и на некоторое время возвращена под международный контроль, превратившим его в свободный город Фиуме. Раздел территорий между ними был окончательно утверждён в Рапалльском договоре 1920 года, по которому Италия получила Юлийскую Крайну, почти всю Истрию, порт Задар (Зара) и ряд островов у далматского побережья . На большинстве этих территорий преобладало славянское, а не итальянское население; тем не менее, территориальные амбиции Италии остались не удовлетворены.
Несмотря на территориальные потери, Австрия сумела несколько увеличить свои владения за счёт Бургенланда, ранее не входившего в Кронланд, поскольку в дуалистической монархии он подчинялся не Вене, а Будапешту, будучи частью Транслейтании. Это же подтвердил и Трианонский договор. Однако официальное объединение Бургенланда с Австрией 28 августа 1921 года вызвало кризис: фактически занятие региона австрийской полицией и пограничниками было остановлено в тот же день венгерскими снайперами при военной поддержке Венгрии. С помощью итальянского дипломатического посредничества кризис был решён осенью 1921 года. С 14 по 16 декабря проходил референдум, на котором в части территорий Бургенланда с преобладающим венгерским населением, включая столицу Шопрон (Эденбург), большинство высказалось за присоединение к Венгрии.
В итоге, по условиям Сен-Жерменского договора Австрия превращалась из бывшего имперского центра в небольшую страну с территорией в 84 тыс. км² и населением около 6,7 млн чел. (преимущественно этнических немцев, а также 200 тысяч словенцев). По Сен-Жерменскому договору Австрия признавала независимость Югославии (ст. 46) и Чехословакии (ст. 58), а также все мирные договоры союзников с «Центральными державами» (ст. 90), равно как и границы Болгарии, Греции, Венгрии, Польши, Румынии, Югославии и Чехословакии в том виде, в котором их установят главные союзные державы (ст. 89). Отдельно оговаривалось также признание Австрией любых последующих постановлений относительно её бывших территорий, новая принадлежность которых не прописана в Сен-Жерменском договоре — таких как Восточная Галиция, на землях которой 3 ноября была провозглашена Западно-Украинская народная республика, но права на которую тут же предъявила свои претензии воссозданная 6 ноября Польша. Аннексия Западной Украины Польшей была санкционирована 14 марта 1923 года конференцией послов главных союзных держав, несмотря на протесты Советской России и Советской Украины.
Прочие политические статьи договора соответствовали аналогичным постановлениям Версальского мирного договора. В Сен-Жерменском мире присутствуют положения о Бельгии (ст. 83), о Турции и Болгарии (ст. 86), о России (ст. 87). В частности, Австрия обязывалась признать независимости территорий, входивших в состав бывшей Российской империи, отмену Брест-Литовского договора, а также права (небольшевистской) России на репарации с Австрии. Австрия отказывалась от имперских притязаний и прав в Китае (где ей ранее принадлежала концессия в Тяньцзине), Марокко, Египте, Сиаме (ст. 95-117).
Кроме всего прочего, Австрия лишилась военного, торгового и рыболовного флота в Адриатике и на Дунае и соглашалась на беспрепятственный транзит любых грузов союзников через свою территорию. Военные статьи договора (Military, Naval and Air clauses; части V—VII) предписывали в трёхмесячный срок демобилизовать армию (ст. 118) и ограничивали численность новой армии Австрии в 30 000 человек (ст. 120), набираемых на добровольной основе. Австрийской армии предстояло исключительно поддерживать порядок на протяжении территории Австрии и служить пограничной полицией. Кроме того, договор запрещал Австрии иметь химическое оружие, танки и боевые самолёты (ст. 144). Австрия также обязалась выплатить в пользу победителей репарации, окончательная сумма которых должна была быть установлена репарационной комиссией. Распределение австрийских репараций союзники осуществили на конференции в Спа в июле 1920 года, но при подписании Женевских протоколов Лиги наций о предоставлении Австрии займа в 1922 году выплата австрийских репараций была отсрочена на два десятилетия. Довоенный австрийский долг был пропорционально распределён между всеми государствами, к которым перешли части бывшей Австро-Венгрии.
Финансовые и экономические статьи Сен-Жерменского договора (части IX—X), а также статьи о воздухоплавании, портах, водных путях (в том числе о Дунае) и железных дорогах (части XI—XII), аналогичны статьям Версальского мирного договора. В отличие от Германии, Австрии было разрешено руководствоваться принципом взаимности в отношении таможенного режима (ст. 232). Австрии и Чехословакии предоставлялся свободный транзит к Адриатическому морю (ст. 311 и 322). Как и все остальные договоры Версальской системы, Сен-Жерменский договор включал устав Лиги наций (часть I) и Международного бюро труда (часть XIII).
Согласно положениям договора, название республики было изменено с «Немецкая Австрия» на «Австрия», начав таким образом эпоху Первой Австрийской Республики (1919—1938). Прежнее постановление Национальной ассамблеи о включении Австрии в Германскую республику от 22 ноября 1918 года было отменено новым законом от 20 октября 1919 года, а любые попытки поглощения страны Германией были запрещены. Статья 88 отдельно оговаривала недопущение нарушения независимости Австрии — что означало запрет на аншлюс, объединение её с Германией без согласия Совета Лиги Наций. Это пресекало подобные попытки, провозглашённые сразу после распада Австро-Венгрии, когда австрийская Национальная ассамблея объявила Австрию «частью Республики Германия», а на плебисците в провинциях Тироль и Зальцбург большинство населения высказалось за объединение с Германией. В Версальском договоре, устанавливавшем мир с Германией, также был пункт о запрете на подобное объединение.